# Liga dos Campeões da CAF de 2018
A Liga dos Campeões da CAF de 2018 foi a 54ª edição da maior competição de clubes da África e a 22ª edição sobre o atual formato de competição. O campeão representou a África na Copa do Mundo de Clubes da FIFA de 2018.

## Alocação das vagas
Todos os 56 membros da CAF podem entrar na Liga dos Campeões da CAF, com os 12 melhores ranqueados de acordo com o Ranking de 5 anos da CAF podendo inscrever duas equipes na competição. O campeão da edição da passada da competição também tem direito a uma vaga.
Para a edição de 2018, a CAF usa o ranking entre 2012 e 2016, que calcula pontos para cada associação participante com base na performance dos clubes através destes 5 anos na Liga dos Campeões da CAF e na Copa das Confederações da CAF. Os critérios para os pontos são os seguintes:
|                                  | Liga dos Campeões da CAF | Copa das Confederações da CAF |
| -------------------------------- | ------------------------ | ----------------------------- |
| Campeão                          | 5 pontos                 | 4 pontos                      |
| Vice-campeão                     | 4 pontos                 | 3 pontos                      |
| Eliminado na semifinal           | 3 pontos                 | 2 pontos                      |
| Terceiro-lugar na fase de grupos | 2 pontos                 | 1 ponto                       |
| Quarto-lugar na fase de grupos   | 1 ponto                  | 1 ponto                       |

Os pontos são multiplicados por um coeficiente de acordo com o ano do seguinte modo:
- 2016 – 5
- 2015 – 4
- 2014 – 3
- 2013 – 2
- 2012 – 1

## Equipes classificadas
As seguintes 59 equipes de 47 associações entraram na competição.
- Equipes em negrito se classificaram diretamente para a segunda pré-eliminatória.

As associações abaixo são mostradas de acordo com o seu ranking entre 2012 e 2016.
| Associação                                                        | Equipe                                                            | Classificação                                                                                               |
| Associações elegíveis para entrar com duas equipes (Ranking 1–12) | Associações elegíveis para entrar com duas equipes (Ranking 1–12) | Associações elegíveis para entrar com duas equipes (Ranking 1–12)                                           |
| ----------------------------------------------------------------- | ----------------------------------------------------------------- | --- |
| Egito (1º – 85 pts)                                               | Al-Ahly                                                           | Campeão – Campeonato Egípcio de Futebol de 2016–17                                                          |
| Egito (1º – 85 pts)                                               | Misr Lel-Makkasa                                                  | Vice-campeão – Campeonato Egípcio de Futebol de 2016–17                                                     |
| Tunísia (2º – 76 pts)                                             | Espérance de Tunis                                                | Campeão – Campeonato Tunisiano de Futebol de 2016–17                                                        |
| Tunísia (2º – 76 pts)                                             | Étoile du Sahel                                                   | Vice-campeão – Campeonato Tunisiano de Futebol de 2016–17                                                   |
| República Democrática do Congo (3º – 70 pts)                      | TP Mazembe                                                        | Campeão – Campeonato Nacional de Futebol da República Democrática do Congo de 2016–17                       |
| República Democrática do Congo (3º – 70 pts)                      | AS Vita Club                                                      | Vice-campeão – Campeonato Nacional de Futebol da República Democrática do Congo de 2016–17                  |
| Argélia (4º – 62 pts)                                             | ES Sétif                                                          | Campeão – Campeonato Argelino de Futebol de 2016–17                                                         |
| Argélia (4º – 62 pts)                                             | MC Alger                                                          | Vice-campeão – Campeonato Argelino de Futebol de 2016–17                                                    |
| África do Sul (5º – 45 pts)                                       | Bidvest Wits                                                      | Campeão – Temporada 2016-17 da PSL                                                                          |
| África do Sul (5º – 45 pts)                                       | Mamelodi Sundowns                                                 | Vice-campeão – Temporada 2016-17 da PSL                                                                     |
| Marrocos (6º – 41 pts)                                            | Wydad Casablanca                                                  | Defensor do título (Liga dos Campeões da CAF de 2017) Campeão – Campeonato Marroquino de Futebol de 2016–17 |
| Marrocos (6º – 41 pts)                                            | Difaâ El Jadidi                                                   | Vice-campeão – Campeonato Marroquino de Futebol de 2016–17                                                  |
| Sudão (7º – 35 pts)                                               | Al-Hilal                                                          | Campeão – Campeonato Sudanês de Futebol de 2017                                                             |
| Sudão (7º – 35 pts)                                               | Al-Merrikh                                                        | Vice-campeão – Campeonato Sudanês de Futebol de 2017                                                        |
| Costa do Marfim (8º – 21 pts)                                     | ASEC Mimosas                                                      | Campeão – Campeonato Marfinense de Futebol de 2016–17                                                       |
| Costa do Marfim (8º – 21 pts)                                     | Williamsville AC                                                  | Vice-campeão – Campeonato Marfinense de Futebol de 2016–17                                                  |
| Zâmbia (9º – 18 pts)                                              | ZESCO United                                                      | Campeão – Campeonato Zambiano de Futebol de 2017                                                            |
| Zâmbia (9º – 18 pts)                                              | Zanaco                                                            | Vice-campeão – Campeonato Zambiano de Futebol de 2017                                                       |
| República do Congo (10º – 16 pts)                                 | AC Léopards                                                       | Campeão – Campeonato Congolês de Futebol de 2017                                                            |
| República do Congo (10º – 16 pts)                                 | AS Otôho                                                          | Vice-campeão – Campeonato Congolês de Futebol de 2017                                                       |
| Mali (11º – 15 pts)                                               | Stade Malien                                                      | Campeão – Campeonato Malinês de Futebol de 2016[Nota Mali]                                                  |
| Mali (11º – 15 pts)                                               | AS Real Bamako                                                    | Vice-campeão – Campeonato Malinês de Futebol de 2016[Nota Mali]                                             |
| Nigéria (12º – 13 pts)                                            | Plateau United                                                    | Campeão – Campeonato Nigeriano de Futebol de 2017                                                           |
| Nigéria (12º – 13 pts)                                            | MFM                                                               | Vice-campeão – Campeonato Nigeriano de Futebol de 2017                                                      |
| Associações elegíveis para entrar com uma equipe.                 |                                                                   | |
| Camarões (13º – 12 pts)                                           | Eding Sport                                                       | Campeão – Campeonato Camaronês de Futebol de 2017                                                           |
| Líbia (14º – 8 pts)                                               | Al-Tahaddy                                                        | Campeão – Campeonato Líbio de Futebol de 2017                                                               |
| Gana (15º – 7 pts)                                                | Aduana Stars                                                      | Campeão – Campeonato Ganês de Futebol de 2017                                                               |
| Tanzânia (16º – 5 pts)                                            | Young Africans                                                    | Campeão – Campeonato Tanzaniano de Futebol de 2016–17                                                       |
| Angola (17º – 3 pts)                                              | 1º de Agosto                                                      | Campeão – Girabola de 2017                                                                                  |
| Etiópia (18º – 2 pts)                                             | Saint George                                                      | Campeão – Campeonato Etíope de Futebol de 2016–17                                                           |
| Benim                                                             | Buffles du Borgou                                                 | Campeão – Campeonato Beninense de Futebol de 2017                                                           |
| Botswana                                                          | Township Rollers                                                  | Campeão – Campeonato Botsuano de Futebol de 2016–17                                                         |
| Burquina Fasso                                                    | Rail Club du Kadiogo                                              | Campeão – Campeonato Burquinense de Futebol de 2016–17                                                      |
| Burundi                                                           | LLB Académic FC                                                   | Campeão – Campeonato Burundiano de Futebol de 2016–17                                                       |
| Comores                                                           | Ngaya Club                                                        | Campeão – Campeonato Comorense de Futebol de 2017                                                           |
| Gabão                                                             | CF Mounana                                                        | Campeão – Campeonato Gabonês de Futebol de 2016–17                                                          |
| Gâmbia                                                            | Armed Forces                                                      | Campeão – Campeonato Gambiano de Futebol de 2016–17                                                         |
| Guiné                                                             | Horoya                                                            | Campeão – Campeonato Guineano de Futebol de 2016–17                                                         |
| Guiné-Bissau                                                      | Sport Bissau e Benfica                                            | Campeão – Campeonato Nacional da Guiné-Bissau de 2016–17                                                    |
| Guiné Equatorial                                                  | Leones Vegetarianos                                               | Campeão – Campeonato Guinéu-Equatoriano de Futebol de 2017                                                  |
| Lesoto                                                            | Bantu                                                             | Campeão – Campeonato Lesoto de Futebol de 2016–17                                                           |
| Libéria                                                           | LISCR                                                             | Campeão – Campeonato Liberiano de Futebol de 2016–17                                                        |
| Madagáscar                                                        | CNaPS Sport                                                       | Campeão – Campeonato Malgaxe de Futebol de 2017                                                             |
| Malawi                                                            | Mighty Wanderers                                                  | Líder no prazo de inscrição – Campeonato Malawiano de Futebol de 2017                                       |
| Ilhas Maurícias                                                   | Pamplemousses                                                     | Campeão – Campeonato Mauriciano de Futebol de 2016-17                                                       |
| Mauritânia                                                        | ASAC Concorde                                                     | Campeão – Campeonato Mauritano de Futebol de 2016–17                                                        |
| Moçambique                                                        | UD Songo                                                          | Campeão – Moçambola de 2017                                                                                 |
| Níger                                                             | AS FAN                                                            | Campeão – Campeonato Nigerino de Futebol de 2016–17                                                         |
| Quênia                                                            | Gor Mahia                                                         | Campeão – Campeonato Queniano de Futebol de 2017                                                            |
| República Centro-Africana                                         | Olympic Real de Bangui                                            | Campeão – Campeonato Centro-Africano de Futebol de 2016–17                                                  |
| Ruanda                                                            | Rayon Sports                                                      | Campeão – Campeonato Ruandês de Futebol de 2016–17                                                          |
| Seicheles                                                         | Saint Louis Suns United                                           | Campeão – Campeonato Seichelense de Futebol de 2017                                                         |
| Senegal                                                           | Génération Foot                                                   | Campeão – Campeonato Senegalês de Futebol de 2016–17                                                        |
| Essuatíni                                                         | Mbabane Swallows                                                  | Campeão – Campeonato Suazi de Futebol de 2016–17                                                            |
| Sudão do Sul                                                      | Al-Salam Wau                                                      | Campeão – Campeonato Sul-Sudanês de Futebol de 2017                                                         |
| Togo                                                              | AS Togo-Port                                                      | Campeão – Campeonato Togolês de Futebol de 2016–17                                                          |
| Uganda                                                            | KCCA                                                              | Campeão – Campeonato Ugandense de Futebol de 2016–17                                                        |
| Zanzibar                                                          | JKU                                                               | Campeão – Campeonato Zanzibarita de Futebol de 2016–17                                                      |
| Zimbabwe                                                          | FC Platinum                                                       | Campeão – Campeonato Zimbabuiano de Futebol de 2017                                                         |

| - Cabo Verde - Chade - Djibuti - Eritreia - Namíbia - Reunião - São Tomé e Príncipe - Serra Leoa - Somália |

Notas
- Nota Mali. ^  Os representantes de Mali foram os campeões e vice da edição de 2016 devido a edição de 2017 do campeonato nacional não ter sido finalizada até o final do ano.[4]

## Calendário
O calendário para a competição é o seguinte: O regulamento foi alterado, sendo adicionado um novo sorteio antes das quartas de final.
| Fase           | Rodada            | Data do sorteio                       | Partida de ida    | Partida de volta   |
| -------------- | ----------------- | ------------------------------------- | ----------------- | ------------------ |
| Qualificação   | Rodada preliminar | 13 de dezembro de 2017 (Cairo, Egito) | 6–7 de fevereiro  | 20–21 de fevereiro |
| Qualificação   | Primeira fase     | 13 de dezembro de 2017 (Cairo, Egito) | 6–7 de março      | 16–18 de março     |
| Fase de grupos | Primeira rodada   | 21 de março (Cairo, Egito)            | 4–6 de maio       | 4–6 de maio        |
| Fase de grupos | Segunda rodada    | 21 de março (Cairo, Egito)            | 15–16 de maio     | 15–16 de maio      |
| Fase de grupos | Terceira rodada   | 21 de março (Cairo, Egito)            | 17–18 de julho    | 17–18 de julho     |
| Fase de grupos | Quarta rodada     | 21 de março (Cairo, Egito)            | 27–29 de julho    | 27–29 de julho     |
| Fase de grupos | Quinta rodada     | 21 de março (Cairo, Egito)            | 17–19 de agosto   | 17–19 de agosto    |
| Fase de grupos | Sexta rodada      | 21 de março (Cairo, Egito)            | 28–29 de agosto   | 28–29 de agosto    |
| Fase final     | Quartas de final  | 3 de setembro (Cairo, Egito)          | 14–15 de setembro | 21–22 de setembro  |
| Fase final     | Semifinais        | 3 de setembro (Cairo, Egito)          | 2 de outubro      | 23 de outubro      |
| Fase final     | Final             | 3 de setembro (Cairo, Egito)          | 2 de novembro     | 9 de novembro      |

## Fases de qualificação
O sorteio para esta fase foi realizado em 13 de dezembro de 2017, na sede da CAF no Cairo, Egito.

### Rodada preliminar
| Equipe 1         | Total       | Equipe 2                | 1.º jogo | 2.º jogo |
| ---------------- | ----------- | ----------------------- | -------- | -------- |
| Saint George     | w/o[B]      | Al-Salam Wau            | —        | —        |
| CNaPS Sport      | 2–2 (gf)    | KCCA                    | 2–1      | 0–1      |
| Zanaco           | 6–1         | Armed Forces            | 3–0      | 3–1      |
| Bantu            | 5–5 (gf)    | Mbabane Swallows        | 2–4      | 3–1      |
| Stade Malien     | 1–2         | Williamsville           | 1–1      | 0–1      |
| Al-Tahaddy       | 1–2         | Aduana Stars            | 1–0      | 0–2      |
| ES Sétif         | 6–0         | Olympic Real            | 6–0      | 0–0      |
| Rail Kadiogo     | 1–2         | Mounana                 | 1–0      | 0–2      |
| Real Bamako      | 1–2         | MFM                     | 1–1      | 0–1      |
| Otôho            | 2–9         | MC Alger                | 2–0      | 0–9      |
| ASFAN            | 1–3         | Horoya                  | 1–3      | 0–0      |
| Génération Foot  | 2–0         | Misr Lel-Makkasa        | 2–0      | 0–0      |
| Young Africans   | 2–1         | Saint Louis Suns United | 1–0      | 1–1      |
| Township Rollers | 4–2         | Al-Merrikh              | 3–0      | 1–2      |
| Gor Mahia        | 3–1         | Leones Vegetarianos     | 2–0      | 1–1      |
| ASAC Concorde    | 1–6         | Espérance               | 1–1      | 0–5      |
| Plateau United   | 4–0         | Eding Sport             | 3–0      | 1–0      |
| Léopards         | 3–3 (3–4 p) | Togo-Port               | 2–1      | 1–2      |
| LISCR            | 1–3         | Al-Hilal                | 1–0      | 0–3      |
| JKU              | 0–7         | ZESCO United            | 0–0      | 0–7      |
| Buffles          | 3–4         | ASEC Mimosas            | 1–1      | 2–3      |
| Ngaya Club       | 1–3         | Songo                   | 1–1      | 0–2      |
| Difaâ El Jadidi  | 10–0        | Benfica                 | 10–0     | 0–0      |
| Vita             | 6–1         | Mighty Wanderers        | 4–0      | 2–1      |
| 1º de Agosto     | 5–1         | Platinum                | 3–0      | 2–1      |
| Bidvest Wits     | 2–1         | Pamplemousses           | 2–0      | 0–1      |
| Rayon Sports     | 2–1         | LLB Académic FC         | 1–1      | 1–0      |

Notas
- B. ^  O Saint George venceu por w/o após o Al-Salam Wau não chegar a tempo para a disputa da partida de ida.[9]

### Primeira fase
Os 16 vencedores avançaram a fase de grupos, enquanto os 16 perdedores entraram na fase de play-off da Copa das Confederações da CAF de 2018.
| Equipe 1         | Total       | Equipe 2           | 1.º jogo | 2.º jogo |
| ---------------- | ----------- | ------------------ | -------- | -------- |
| Saint George     | 0–1         | KCCA               | 0–0      | 0–1      |
| Zanaco           | 1–3         | Mbabane Swallows   | 1–2      | 0–1      |
| Wydad Casablanca | 7–4         | Williamsville AC   | 7–2      | 0–2      |
| Aduana Stars     | 1–4         | ES Sétif           | 1–0      | 0–4      |
| Al-Ahly          | 7–1         | CF Mounana         | 4–0      | 3–1      |
| MFM              | 2–7         | MC Alger           | 2–1      | 0–6      |
| Horoya           | 4–1         | Génération Foot    | 2–1      | 2–0      |
| Young Africans   | 1–2         | Township Rollers   | 1–2      | 0–0      |
| Gor Mahia        | 0–1         | Espérance de Tunis | 0–0      | 0–1      |
| Étoile du Sahel  | 4–3         | Plateau United     | 4–2      | 0–1      |
| AS Togo-Port     | 3–3 (gf)    | Al-Hilal           | 2–0      | 1–3      |
| ZESCO United     | 2–2 (gf)    | ASEC Mimosas       | 0–1      | 2–1      |
| TP Mazembe       | 4–3         | UD Songo           | 4–0      | 0–3      |
| Difaâ El Jadidi  | 3–2         | AS Vita Club       | 1–0      | 2–2      |
| 1º de Agosto     | 1–1 (3–2 p) | Bidvest Wits       | 1–0      | 0–1      |
| Rayon Sports     | 0–2         | Mamelodi Sundowns  | 0–0      | 0–2      |

## Fase de grupos
O sorteio para esta fase foi realizado em 21 de março de 2018. A distribuição das equipes nos potes é baseada na performance de cada equipe nas competições da CAF nas cinco temporadas anteriores.
Na fase de grupos, as 16 equipes foram sorteadas em quatro grupos de quatro equipes cada. Os vencedores e os segundos lugares de cada grupo avançam para as quartas de final.
| Pote  | Pote 1                                                      | Pote 2                                                             | Pote 3                                        | Pote 4                                                             |
| ----- | ----------------------------------------------------------- | ------------------------------------------------------------------ | --------------------------------------------- | ------------------------------------------------------------------ |
| Times | - TP Mazembe - Al-Ahly - Étoile du Sahel - Wydad Casablanca | - Mamelodi Sundowns - Espérance de Tunis - ZESCO United - ES Sétif | - MC Alger - KCCA - Horoya - Mbabane Swallows | - 1º de Agosto - Township Rollers - Difaâ El Jadidi - AS Togo-Port |

| Legenda | Legenda                    |
| ------- | -------------------------- |
|         | Classificados à fase final |
|         | Eliminados                 |

### Grupo A
| Pos. | Equipe             | Pts | J | V | E | D | GP | GC | SG |
| ---- | ------------------ | --- | - | - | - | - | -- | -- | -- |
| 1    | Al-Ahly            | 13  | 6 | 4 | 1 | 1 | 9  | 5  | +4 |
| 2    | Espérance de Tunis | 11  | 6 | 3 | 2 | 1 | 8  | 4  | +4 |
| 3    | KCCA               | 6   | 6 | 2 | 0 | 4 | 8  | 9  | –1 |
| 4    | Township Rollers   | 4   | 6 | 1 | 1 | 4 | 2  | 9  | –7 |

|                    | ALH | TOW | KCCA | EST |
| ------------------ | --- | --- | ---- | --- |
| Al-Ahly            |     | 3–0 | 4–3  | 0–0 |
| Township Rollers   | 0–1 |     | 1–0  | 0–0 |
| KCCA               | 2–0 | 1–0 |      | 0–1 |
| Espérance de Tunis | 0–1 | 4–1 | 3–2  |     |

### Grupo B
| Pos. | Equipe          | Pts | J | V | E | D | GP | GC | SG |
| ---- | --------------- | --- | - | - | - | - | -- | -- | -- |
| 1    | TP Mazembe      | 12  | 6 | 3 | 3 | 0 | 10 | 4  | +6 |
| 2    | ES Sétif        | 8   | 6 | 2 | 2 | 2 | 7  | 9  | –2 |
| 3    | Difaâ El Jadidi | 6   | 6 | 1 | 3 | 2 | 6  | 7  | –1 |
| 4    | MC Alger        | 5   | 6 | 1 | 2 | 3 | 4  | 7  | –3 |

|                 | TPM | MCA | DEJ | ESS |
| --------------- | --- | --- | --- | --- |
| TP Mazembe      |     | 1–0 | 1–1 | 4–1 |
| MC Alger        | 1–1 |     | 1–1 | 1–2 |
| Difaâ El Jadidi | 0–2 | 2–0 |     | 1–1 |
| ES Sétif        | 1–1 | 0–1 | 2–1 |     |

### Grupo C
| Pos. | Equipe            | Pts | J | V | E | D | GP | GC | SG |
| ---- | ----------------- | --- | - | - | - | - | -- | -- | -- |
| 1    | Wydad Casablanca  | 12  | 6 | 3 | 3 | 0 | 8  | 2  | +6 |
| 2    | Horoya            | 9   | 6 | 2 | 3 | 1 | 7  | 7  | 0  |
| 3    | Mamelodi Sundowns | 6   | 6 | 1 | 3 | 2 | 5  | 6  | –1 |
| 4    | AS Togo-Port      | 4   | 6 | 1 | 1 | 4 | 4  | 9  | –5 |

|                   | TGP | MSD | WAC | HOR |
| ----------------- | --- | --- | --- | --- |
| AS Togo-Port      |     | 1–0 | 0–0 | 1–2 |
| Mamelodi Sundowns | 2–1 |     | 1–1 | 0–0 |
| Wydad Casablanca  | 3–0 | 1–0 |     | 2–0 |
| Horoya            | 2–1 | 2–2 | 1–1 |     |

### Grupo D
| Pos. | Equipe           | Pts | J | V | E | D | GP | GC | SG |
| ---- | ---------------- | --- | - | - | - | - | -- | -- | -- |
| 1    | Étoile du Sahel  | 12  | 6 | 3 | 3 | 0 | 10 | 4  | +6 |
| 2    | 1º de Agosto     | 9   | 6 | 2 | 3 | 1 | 6  | 5  | +1 |
| 3    | ZESCO United     | 6   | 6 | 1 | 3 | 2 | 7  | 6  | +1 |
| 4    | Mbabane Swallows | 4   | 6 | 1 | 1 | 4 | 3  | 11 | –8 |

|                  | ZES | AGO | ESS | MBS |
| ---------------- | --- | --- | --- | --- |
| ZESCO United     |     | 0–0 | 1–1 | 1–1 |
| 1º de Agosto     | 2–1 |     | 1–1 | 2–1 |
| Étoile du Sahel  | 2–1 | 1–1 |     | 2–0 |
| Mbabane Swallows | 0–3 | 1–0 | 0–3 |     |

## Fase final

### Chaveamento
O chaveamento foi definido por um sorteio realizado em 3 de setembro de 2018.
|  | Quartas de final    | Quartas de final    | Quartas de final    | Quartas de final    |   |              | Semifinais        | Semifinais        | Semifinais        | Semifinais        |  |         | Final             | Final             | Final             | Final             |  |  |
|  | 14 – 22 de setembro | 14 – 22 de setembro | 14 – 22 de setembro | 14 – 22 de setembro |   |              | 2 – 23 de outubro | 2 – 23 de outubro | 2 – 23 de outubro | 2 – 23 de outubro |  |         | 2 – 9 de novembro | 2 – 9 de novembro | 2 – 9 de novembro | 2 – 9 de novembro |  |  |
|  |                     |                     |                     |                     |   |              |                   |                   |                   |                   |  |         |                   |                   |                   |                   |  |  |
|  | Horoya              | 0                   | 0                   | 0                   |   |              |                   |                   |                   |                   |  |         |                   |                   |                   |                   |  |  |
|  | Al-Ahly             | 0                   | 4                   | 4                   |   |              |                   |                   |                   |                   |  |         |                   |                   |                   |                   |  |  |
|  | Al-Ahly             | 0                   | 4                   | 4                   |   | Al-Ahly      | 2                 | 1                 | 3                 |                   |  |         |                   |                   |                   |                   |  |  |
|  |                     |                     |                     |                     |   | Al-Ahly      | 2                 | 1                 | 3                 |                   |  |         |                   |                   |                   |                   |  |  |
|  |                     | ES Sétif            | 0                   | 2                   | 2 |              |                   |                   |                   |                   |  |         |                   |                   |                   |                   |  |  |
|  | ES Sétif            | ES Sétif            | 0                   | 2                   | 2 | 1            | 0                 | 1                 |                   |                   |  |         |                   |                   |                   |                   |  |  |
|  | ES Sétif            |                     |                     |                     |   | 1            | 0                 | 1                 |                   |                   |  |         |                   |                   |                   |                   |  |  |
|  | Wydad Casablanca    | 0                   | 0                   | 0                   |   |              |                   |                   |                   |                   |  |         |                   |                   |                   |                   |  |  |
|  | Wydad Casablanca    | 0                   | 0                   | 0                   |   |              |                   |                   |                   |                   |  | Al-Ahly | 3                 | 0                 | 3                 |                   |  |  |
|  |                     |                     |                     |                     |   |              |                   |                   |                   |                   |  | Al-Ahly | 3                 | 0                 | 3                 |                   |  |  |
|  |                     | Espérance de Tunis  | 1                   | 3                   | 4 |              |                   |                   |                   |                   |  |         |                   |                   |                   |                   |  |  |
|  | 1º de Agosto (gf)   | Espérance de Tunis  | 1                   | 3                   | 4 | 0            | 1                 | 1                 |                   |                   |  |         |                   |                   |                   |                   |  |  |
|  | 1º de Agosto (gf)   |                     |                     |                     |   | 0            | 1                 | 1                 |                   |                   |  |         |                   |                   |                   |                   |  |  |
|  | TP Mazembe          | 0                   | 1                   | 1                   |   |              |                   |                   |                   |                   |  |         |                   |                   |                   |                   |  |  |
|  | TP Mazembe          | 0                   | 1                   | 1                   |   | 1º de Agosto | 1                 | 2                 | 3                 |                   |  |         |                   |                   |                   |                   |  |  |
|  |                     |                     |                     |                     |   | 1º de Agosto | 1                 | 2                 | 3                 |                   |  |         |                   |                   |                   |                   |  |  |
|  |                     | Espérance de Tunis  | 0                   | 4                   | 4 |              |                   |                   |                   |                   |  |         |                   |                   |                   |                   |  |  |
|  | Espérance de Tunis  | Espérance de Tunis  | 0                   | 4                   | 4 | 2            | 1                 | 3                 |                   |                   |  |         |                   |                   |                   |                   |  |  |
|  | Espérance de Tunis  |                     |                     |                     |   | 2            | 1                 | 3                 |                   |                   |  |         |                   |                   |                   |                   |  |  |
|  | Étoile du Sahel     | 1                   | 0                   | 1                   |   |              |                   |                   |                   |                   |  |         |                   |                   |                   |                   |  |  |

### Quartas de final
| Equipe 1           | Total    | Equipe 2         | 1.º jogo | 2.º jogo |
| ------------------ | -------- | ---------------- | -------- | -------- |
| 1º de Agosto       | 1–1 (gf) | TP Mazembe       | 0–0      | 1–1      |
| Espérance de Tunis | 3–1      | Étoile du Sahel  | 2–1      | 1–0      |
| ES Sétif           | 1–0      | Wydad Casablanca | 1–0      | 0–0      |
| Horoya             | 0–4      | Al-Ahly          | 0–0      | 0–4      |

### Semifinais
| Equipe 1     | Total | Equipe 2           | 1.º jogo | 2.º jogo |
| ------------ | ----- | ------------------ | -------- | -------- |
| Al-Ahly      | 3–2   | ES Sétif           | 2–0      | 1–2      |
| 1º de Agosto | 3–4   | Espérance de Tunis | 1–0      | 2–4      |

### Final
| Equipe 1 | Total | Equipe 2           | 1.º jogo | 2.º jogo |
| -------- | ----- | ------------------ | -------- | -------- |
| Al-Ahly  | 3–4   | Espérance de Tunis | 3–1      | 0–3      |

## Premiação
| Liga dos Campeões da CAF de 2018        |
| Tunísia                                 |
| --------------------------------------- |
| Espérance de Tunis Campeão (3.º título) |